# Паццини, Джампаоло
Джампаоло Паццини (итал. Giampaolo Pazzini; 2 августа 1984, Пеша, Тоскана) — итальянский футболист, нападающий.

## Карьера

### Клубная
До 2005 года Джампаоло играл в Бергамо за местную «Аталанту», именно здесь он привлёк к себе большое внимание итальянских клубов. В январе этого же года Паццини переезжает во Флоренцию играть за «Фиорентину». Его трансфер составил 6.5 млн. евро. В том сезоне он провёл 14 матчей и забил 3 гола.
В сезоне 2005/06 Джампаоло оставался в тени Луки Тони, выходя на замену. В 27 проведённых матчах он забил 6 голов (5 в лиге и 1 в кубке). В 2006 году он получил футбольный Оскар, как лучший молодой игрок сезона 2004/05, обойдя Обафеми Мартинса и Мирко Вучинича.
Но в «Фиорентине» он так и не смог стать игроком основы, поэтому зимой 2009 года перебрался в «Сампдорию». Здесь он сразу получил место в основном составе, составив ударный дуэт с Антонио Кассано. Свой первый гол он забил уже в 3 матче за клуб в ворота «Кьево». Всего за «Сампдорию» в чемпионате Италии сезона 2008/09 в 19 играх он забил 11 голов.
Продолжил регулярно забивать он и в следующем сезоне, остановившись на отметке 19 голов в чемпионате Италии. После окончания сезона главный тренер «Сампдории» Дельнери возглавил «Ювентус», а вскоре появились слухи, что и Джапаоло может перебраться в Турин, однако сделка так и не состоялась.
Сезон 2010/11 Паццини начал с 3 голов в 2 матчах в ворота «Вердера» в рамках отборочного раунда Лиги чемпионов. Не так успешно дела у него складывались в чемпионате Италии, где к середине октября он забил лишь один гол, а «Сампдория» после ухода Дельнери несколько сбавила обороты. Распалась и его ударная связка с Кассано, который из-за конфликта с клубом был выставлен на трансфер и вскоре перебрался в «Милан». Прорвало Паццини в матче с «Лечче», в котором он оформил хет-трик. Забил он и в следующих двух матчах с «Миланом» и «Бари».
28 января 2011 года Паццини подписал контракт с клубом «Интернационале» сроком до 30 января 2015 года. Сумма трансфера составила €16 млн. В рамках сделки в ряды «Сампдории» перешёл французский нападающий Жонатан Биабиани. 30 января 2011 года дебютировал в составе «интеристов» в матче 22 тура серии А 2010/11 против «Палермо», выйдя на замену во втором тайме, забил в этой встрече 2 гола и заработал пенальти, который реализовал Это’о.
22 августа 2012 года «Интер» и «Милан» официально объявили об обмене нападающими Антонио Кассано и Джампаоло Паццини. Паццини подписал с «Миланом» контракт, рассчитанный до 30 июня 2015 года.
Дебютировал за «Милан» 26 августа, выйдя на замену в домашней матче первого тура Серии А против «Сампдории», проигранном «Миланом» 0:1. В следующем туре, 1 сентября, впервые вышел в стартовом составе и забил три гола в матче с «Болоньей».
Во втором круге забил ряд важных для расклада сил в турнирной таблице голов. В их числе дубли в ворота «Лацио» и «Катании» в 27 и 34 турах соответственно. При этом в матче с «Катанией» Паццини, выйдя на замену на 67 минуте, смог превратить проигрываемый со счетом 1-2 матч в выигранный голами на 74 и 77 минутах. Всего за сезон 2012/13 забил 15 мячей из которых 2 с пенальти в матчах с «Болоньей» и «Ромой».
10 июля 2015 года подписал контракт с «Вероной» сроком на 5 лет.
31 января 2018 года перешёл в испанский «Леванте» на правах аренды до конца сезона 2017/18. В дебютном матче 22-го тура Ла Лиги отметился голом в ворота «Реал Мадрида» на 89 минуте, чем спас ничью для валенсийского клуба.
28 июля 2020 года на пресс-конференции объявил, что покидает «Верону» (клуб не стал продлевать с ним контракт).
21 ноября 2020 года через свою страничку в Instagram объявил о завершении игровой карьеры в возрасте 36 лет.

### В сборной
Джампаоло выступал во всех молодёжных сборных Италии.
Дебют в основной сборной состоялся 24 марта 2007 года в товарищеском матче на открытии после реконструкции стадиона «Уэмбли». В этом матче он забил первый гол после всего лишь 30 секунд сыгранного времени, впоследствии он забил ещё 2 мяча и к 68 минуте оформил хет-трик. За 15 минут до конца матча Паццини был заменён. Все 55 000 зрителей провожали его стоя.
В официальных играх за сборную дебютировал 28 марта 2009 года, в матче квалификации ЧМ 2010 против сборной Черногории, где и забил свой первый гол.
Принимал участие в финальной части ЧМ 2010 в ЮАР.
3 июня 2011 года, спустя 2 года после дебюта, в квалификационном матче ЧЕ 2012 против сборной Эстонии, забил свой второй гол в официальных матчах за сборную.

## Достижения
Командные
«Интернационале»
- Обладатель Кубка Италии: 2010/11

Сборная Италии
- Чемпион Европы среди юношей (до 19 лет): 2003

Личные
- Лучший молодой футболист года в Италии: 2005
- Лучший бомбардир Серии B: 2016/17[17]

## Факты
У Паццини — лучший процент реализации пенальти в истории Серии А среди тех, кто предпринял не менее 20 попыток: у него 23 гола после 24 ударов с «точки».

## Клубная статистика
| Клуб             | Сезон            | Лига | Лига | Кубки | Кубки | Еврокубки | Еврокубки | Итого | Итого |
| Клуб             | Сезон            | Игры | Голы | Игры  | Голы  | Игры      | Голы      | Игры  | Голы  |
| ---------------- | ---------------- | ---- | ---- | ----- | ----- | --------- | --------- | ----- | ----- |
| Аталанта         | 2003/04          | 39   | 9    | 1     | 0     | -         | -         | 40    | 9     |
| Аталанта         | 2004/05          | 12   | 3    | 4     | 3     | -         | -         | 16    | 6     |
| Аталанта         | Итого            | 51   | 12   | 5     | 3     | 0         | 0         | 56    | 15    |
| Фиорентина       | 2004/05          | 14   | 3    | 1     | 0     | -         | -         | 15    | 3     |
| Фиорентина       | 2005/06          | 27   | 5    | 5     | 3     | -         | -         | 32    | 8     |
| Фиорентина       | 2006/07          | 24   | 7    | 2     | 2     | -         | -         | 26    | 9     |
| Фиорентина       | 2007/08          | 31   | 9    | 4     | 3     | 12        | 0         | 47    | 12    |
| Фиорентина       | 2008/09          | 12   | 1    | 0     | 0     | 2         | 0         | 14    | 1     |
| Фиорентина       | Итого            | 108  | 25   | 12    | 8     | 14        | 0         | 134   | 33    |
| Сампдория        | 2008/09          | 19   | 11   | 4     | 4     | -         | -         | 24    | 15    |
| Сампдория        | 2009/10          | 37   | 19   | 2     | 2     | -         | -         | 39    | 21    |
| Сампдория        | 2010/11          | 19   | 6    | 1     | 1     | 5         | 5         | 24    | 11    |
| Сампдория        | Итого            | 75   | 36   | 7     | 7     | 5         | 5         | 87    | 48    |
| Интернационале   | 2010/11          | 17   | 11   | 3     | 0     | -         | -         | 20    | 11    |
| Интернационале   | 2011/12          | 33   | 5    | 1     | 0     | 6         | 3         | 40    | 8     |
| Интернационале   | Итого            | 50   | 16   | 4     | 0     | 6         | 3         | 60    | 19    |
| Милан            | 2012/13          | 30   | 15   | 2     | 1     | 5         | 0         | 37    | 16    |
| Милан            | 2013/14          | 18   | 2    | 1     | 1     | 2         | 0         | 21    | 3     |
| Милан            | 2014/15          | 26   | 4    | 2     | 1     | 0         | 0         | 28    | 5     |
| Милан            | Итого            | 74   | 21   | 5     | 3     | 7         | 0         | 86    | 24    |
| Эллас Верона     | 2015/16          | 30   | 6    | 1     | 0     | 0         | 0         | 31    | 6     |
| Эллас Верона     | 2016/17          | 35   | 23   | 2     | 0     | 0         | 0         | 37    | 23    |
| Эллас Верона     | 2017/18          | 19   | 4    | 1     | 0     | 0         | 0         | 20    | 4     |
| Эллас Верона     | 2018/19          | 6    | 4    | 2     | 1     | 0         | 0         | 20    | 4     |
| Эллас Верона     | Итого            | 84   | 33   | 4     | 0     | 0         | 0         | 88    | 33    |
| Леванте          | 2017/18          | 9    | 0    | 0     | 0     | 0         | 0         | 9     | 0     |
| Всего за карьеру | Всего за карьеру | 441  | 142  | 37    | 21    | 32        | 8         | 510   | 171   |